# Adam Wharton
Adam James Wharton (Blackburn, 6 februari 2004) is een Engels voetballer die doorgaans speelt als middenvelder. In januari 2024 verruilde hij Blackburn Rovers voor Crystal Palace. Zijn oudere broer Scott is ook profvoetballer. Wharton debuteerde in 2024 in het Engels voetbalelftal.

## Clubcarrière
Wharton speelde in de jeugdopleiding van Blackburn Rovers. Bij deze club tekende hij in februari 2022 zijn eerste professionele contract. Zijn officiële debuut in het eerste elftal maakte hij later dat jaar op 10 augustus. Op die dag werd in de EFL Cup met 4–0 gewonnen van Hartlepool United. Zijn broer Scott opende de score, waarna de eindstand bereikt werd door treffers van Bradley Dack, Tyrhys Dolan en Dilan Markanday. Wharton mocht van coach Jon Dahl Tomasson in de basisopstelling beginnen en hij speelde het gehele duel mee. Ruim een maand na zijn debuut tekende hij een nieuw contract tot medio 2027.
Zijn eerste doelpunt in het eerste elftal maakte de middenvelder op 22 oktober 2022. Op die dag verdubbelde hij de voorsprong tegen Birmingham City, na een openingstreffer van Sam Gallagher. Uiteindelijk werd het door een tegengoal van Scott Hogan 2–1. Aan het einde van het kalenderjaar 2023 werd het contract van Wharton opengebroken en met een jaar verlengd. Na deze contractverlenging bleef hij niet lang bij Blackburn, want in januari 2024 verkaste hij voor een bedrag van circa eenentwintig miljoen euro naar Crystal Palace, waar hij zijn handtekening zette onder een verbintenis voor de duur van vijf seizoenen.

## Clubstatistieken
| Seizoen | Club             | Competitie     | Competitie | Competitie | Beker | Beker | Internationaal | Internationaal | Totaal | Totaal |
| Seizoen | Club             | Competitie     | Wed.       | Dlp.       | Wed.  | Dlp.  | Wed.           | Dlp.           | Wed.   | Dlp.   |
| ------- | ---------------- | -------------- | ---------- | ---------- | ----- | ----- | -------------- | -------------- | ------ | ------ |
| 2022/23 | Blackburn Rovers | Championship   | 18         | 2          | 4     | 0     | —              | —              | 22     | 2      |
| 2023/24 | Blackburn Rovers | Championship   | 26         | 2          | 3     | 0     | —              | —              | 29     | 2      |
| 2023/24 | Crystal Palace   | Premier League | 16         | 0          | 0     | 0     | —              | —              | 16     | 0      |
| Totaal  | Totaal           | Totaal         | 59         | 4          | 7     | 0     | 0              | 0              | 66     | 4      |

Bijgewerkt op 18 juli 2024.

## Interlandcarrière
In mei 2024 werd Wharton door bondscoach Gareth Southgate opgenomen in de voorselectie van het Engels voetbalelftal voor het EK 2024 in Duitsland. Hij debuteerde op 3 juni 2024 voor Engeland, als vervanger van Kieran Trippier in een met 3–0 gewonnen oefenwedstrijd tegen Bosnië en Herzegovina. Drie dagen later werd hij opgenomen in de definitieve selectie voor het EK 2024. Engeland werd eerste in de groepsfase na een overwinning op Servië (0–1) en gelijke spelen tegen Denemarken (1–1) en Slovenië (0–0) en schakelde daarna achtereenvolgens Slowakije (2–1, na verlenging), Zwitserland (1–1, 5–3 na strafschoppen) en Nederland (1–2) uit om de finale te bereiken. Deze werd met 2–1 verloren van Spanje. Wharton kwam op het toernooi niet in actie. Zijn toenmalige clubgenoten Joachim Andersen (Denemarken), Marc Gúehi, Eberechi Eze en Dean Henderson (allen eveneens Engeland) waren ook actief op het EK.
| Interlands van Adam Wharton voor Engeland | Interlands van Adam Wharton voor Engeland | Interlands van Adam Wharton voor Engeland | Interlands van Adam Wharton voor Engeland | Interlands van Adam Wharton voor Engeland | Interlands van Adam Wharton voor Engeland | Interlands van Adam Wharton voor Engeland |
| №                                         | Datum                                     | Wedstrijd                                 | Uitslag                                   | Competitie                                | Goals                                     |                                           |
| Als speler bij Crystal Palace             | Als speler bij Crystal Palace             | Als speler bij Crystal Palace             | Als speler bij Crystal Palace             | Als speler bij Crystal Palace             | Als speler bij Crystal Palace             | Als speler bij Crystal Palace             |
| ----------------------------------------- | ----------------------------------------- | ----------------------------------------- | ----------------------------------------- | ----------------------------------------- | ----------------------------------------- | ----------------------------------------- |
| 1                                         | 3 juni 2024                               | Engeland – Bosnië en Herzegovina          | 3 – 0                                     | Vriendschappelijk                         |                                           |                                           |

Bijgewerkt op 18 juli 2024.